# Rhyacophila makiensis
Rhyacophila makiensis är en nattsländeart som beskrevs av Kobayashi 1987. Rhyacophila makiensis ingår i släktet Rhyacophila och familjen rovnattsländor. Inga underarter finns listade i Catalogue of Life.